# Claudius Ptolemäus

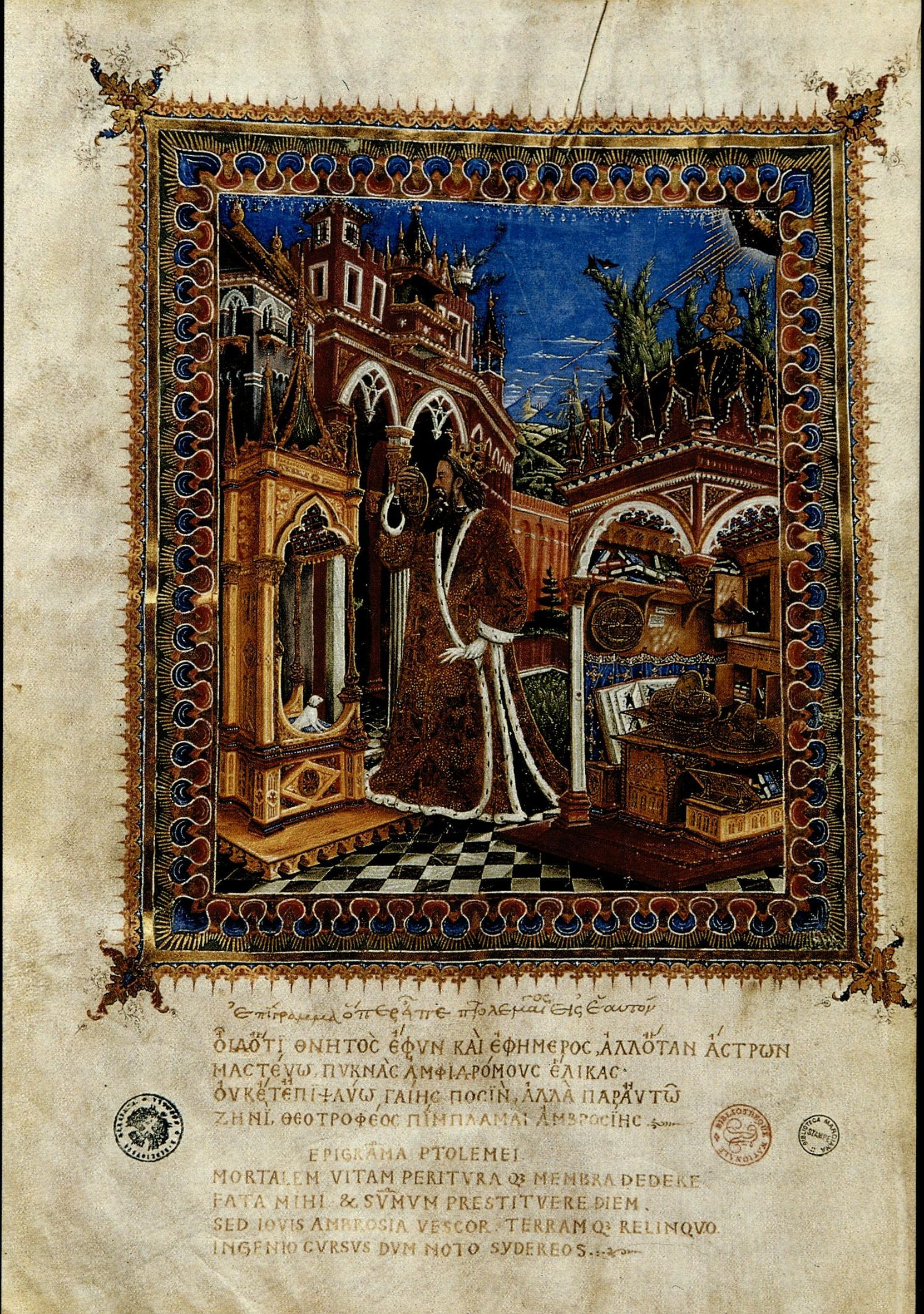
Porträt des Claudius Ptolemäus als Buchmalerei in der Handschrift Venedig, Biblioteca Nazionale Marciana, Gr. Z. 388, fol. 6v (15. Jahrhundert)

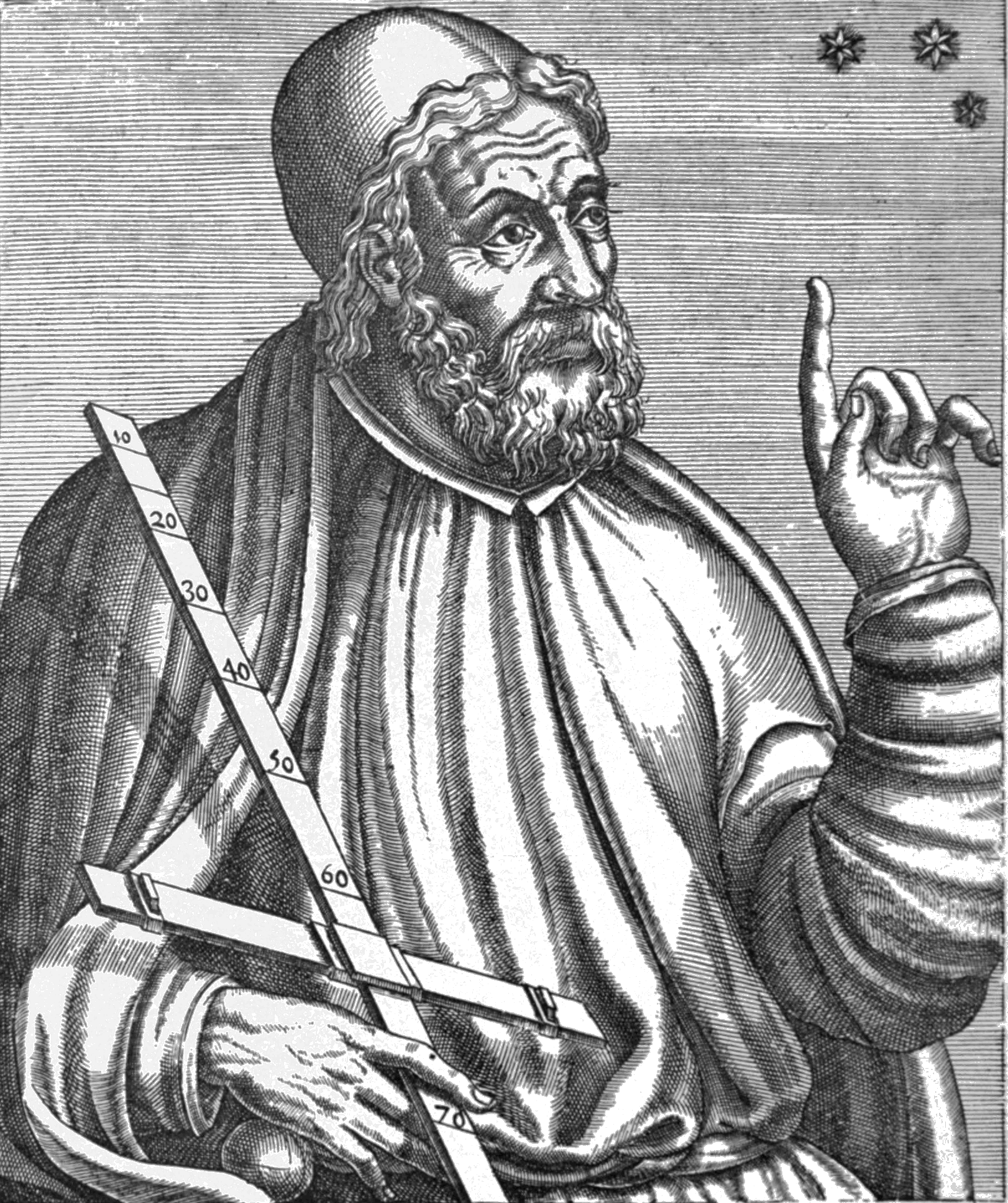
Claudius Ptolemäus, neuzeitliches Idealporträt

Claudius Ptolemäus (altgriechisch Κλαύδιος Πτολεμαῖος Klaúdios Ptolemaíos, lateinisch Claudius Ptolemaeus; * um 100, möglicherweise in Ptolemais Hermeiou, Ägypten; † nach 160, vermutlich in Alexandria) war ein griechischer Mathematiker, Geograph, Astronom, Astrologe, Musiktheoretiker und Philosoph. Er lebte in Alexandria in der Römischen Provinz Ägypten. Insbesondere seine drei Werke zur Astronomie, Geografie und Astrologie galten in Europa bis zur frühen Neuzeit als wissenschaftliche Standardwerke und wichtige Datensammlungen. Ptolemäus ist der bedeutendste Vertreter des geozentrischen Weltbildes.
Ptolemäus verfasste die μαθηματική σύνταξις mathematiké sýntaxis („mathematische Zusammenstellung“), später μέγιστη σύνταξις megíste sýntaxis („größte Zusammenstellung“), heute Almagest (abgeleitet vom Arabischen al-maǧisṭī) genannte Abhandlung zur Mathematik und Astronomie in 13 Büchern. Dieses Werk blieb bis zum Ende des Mittelalters das Standardwerk der Astronomie im europäischen Raum. Es enthielt neben einem ausführlichen Sternenkatalog eine detaillierte Ausarbeitung des geozentrischen Weltbilds, die später nach ihm ptolemäisches Weltbild genannt wurde.
Damit verwarf er, wie auch die meisten seiner Zeitgenossen, das von Aristarchos von Samos und Seleukos von Seleukia vertretene heliozentrische Weltbild, das erst 1400 Jahre später durch Nikolaus Kopernikus, Johannes Kepler und Galileo Galilei in Europa durchgesetzt werden sollte.
Das geographische Werk Geographike Hyphegesis von Ptolemäus hatte 561/62 noch Cassiodor in der Hand, doch erst mit der lateinischen Übersetzung einer Abschrift aus Konstantinopel, die in Florenz ab 1397 angefertigt wurde, wurde es wieder rezipiert.

## Leben
Über das Leben des Ptolemäus ist wenig bekannt, im Wesentlichen nur das, was er in seinen Werken selbst überlieferte. Das sind Daten von astronomischen Beobachtungen, die älteste vom 26. März 127, die jüngste vom 2. Februar 141. In einem späteren Kommentar steht, er habe unter Kaiser Hadrian gelebt und bis zur Herrschaft von Mark Aurel. In seinen astronomischen Beobachtungen wird nur Alexandria erwähnt und es gibt keinen Grund anzunehmen, dass er jemals anderswo gelebt habe. Der Astronom Theodoros Meliteniotes schrieb um 1360, dass er in Ptolemais Hermiou geboren wurde, was aber ansonsten nicht belegt ist. Sein Name Ptolemaios deutet auf griechische oder hellenisierte Vorfahren und seine Herkunft aus Ägypten, der Vorname Claudius darauf, dass einer seiner Vorfahren unter Kaiser Claudius oder Kaiser Nero das römische Bürgerrecht erwarb.
Ptolemäus erwähnt nur zwei Zeitgenossen, einen gewissen Syron, dem er seine astronomischen und astrologischen Werke widmete, und einen gewissen Theon, der ihm Beobachtungen mitteilte.
Seine Werke veröffentlichte er in griechischer Sprache. Das früheste seiner Hauptwerke, der Almagest, entstand zwischen 141 – dem Zeitpunkt der letzten dort verzeichneten Beobachtung – und der im zehnten Regierungsjahr von Kaiser Antoninus Pius (147/148) gesetzten Inschrift von Kanobos, die teilweise verbesserte Einzelheiten aus dem Almagest aufführt. Da so wenig über ihn bekannt war, lebte er anscheinend zurückgezogen, musste aber aus einer wohlhabenden Familie stammen, was ihm die Beschäftigung mit Mathematik und Astronomie ermöglichte. Er war auch in Philosophie, besonders platonischer und aristotelischer Philosophie, sowie in Mathematik bewandert, hatte aber wenig Interesse an Biologie und Medizin. Zu seiner Zeit hatte Alexandria als Forschungszentrum nicht mehr die gleiche Stellung wie in hellenistischer Zeit, war aber weiterhin ein bedeutendes Zentrum astronomischer Forschung. Die Bibliothek von Alexandria wird für das Werk des Ptolemäus ein wichtiges Arbeitsinstrument gewesen sein.

## Lehre

### Astronomie

#### Ptolemäisches Weltbild

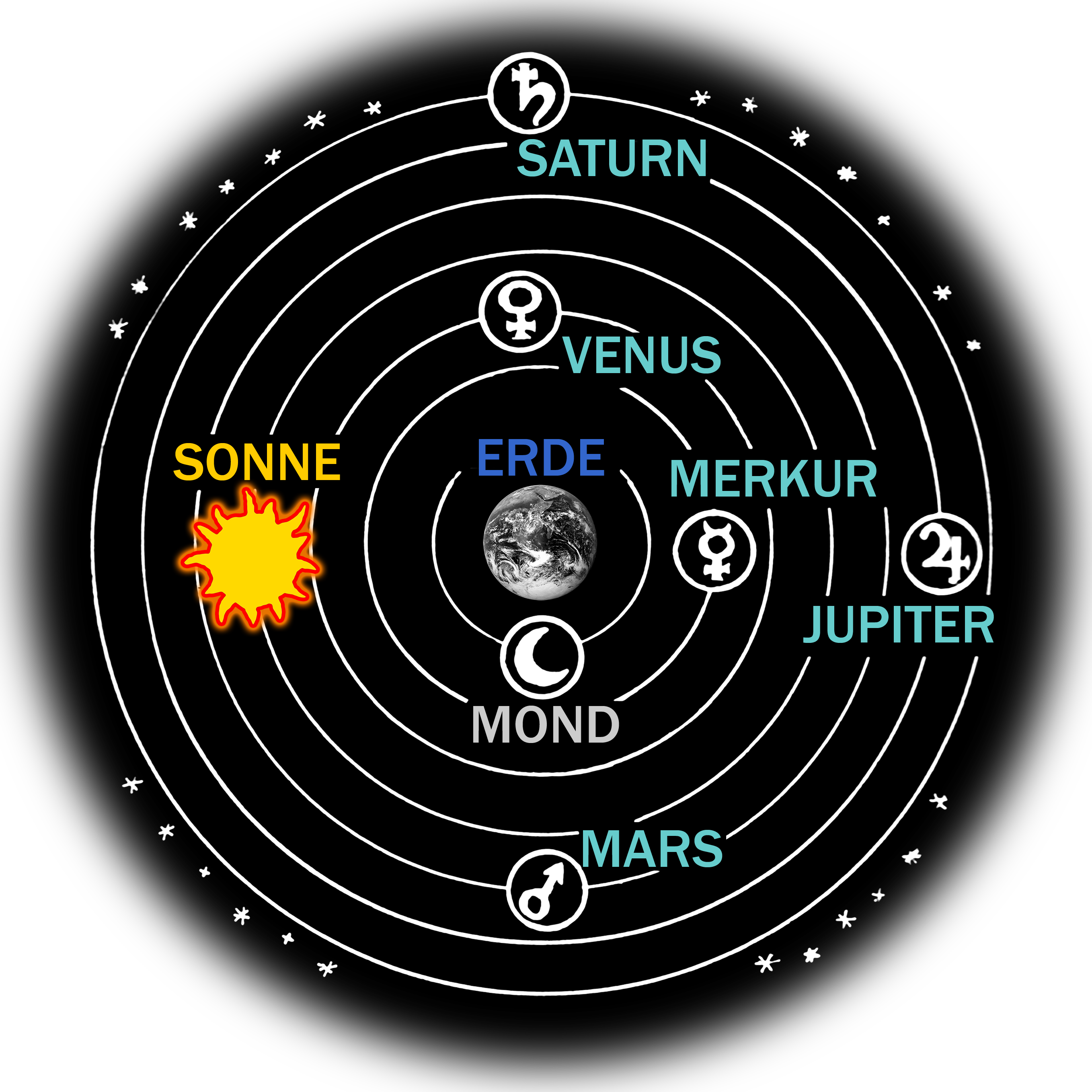
Das ptolemäische System mit der Erde im Zentrum

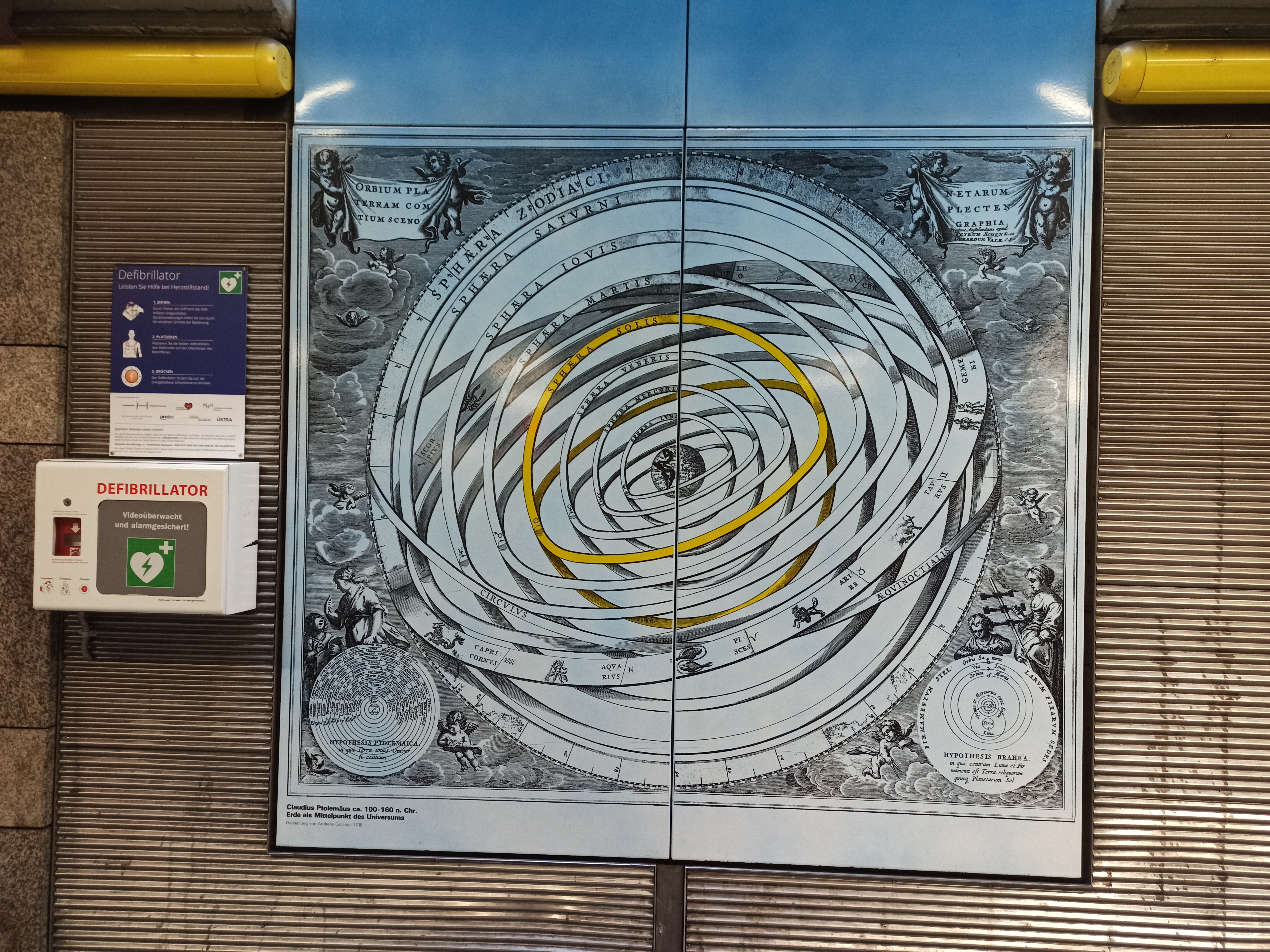
Das Weltbild nach Ptolemäus im U-Bahnhof Kopernikusstraße in Hannover

Nach Ptolemäus befindet sich die Erde fest im Mittelpunkt des Weltalls, dem Centrum Mundi. Alle anderen Himmelskörper (Mond, Sonne, die fünf damals bekannten Planeten und der Sternhimmel) bewegen sich in kristallenen Sphären auf als vollkommen angesehenen Kreisbahnen (Deferent) um ihren Mittelpunkt Centrum Deferentis. Die Bewegung auf dem Deferent ist nicht gleichförmig. Es gibt jedoch einen weiteren Punkt, von dem die Bewegung auf dem Deferent gleichförmig erscheint. Dies ist das Centrum Aequantis. Alle drei Zentren liegen auf einer Linie (Linie der Zentren) und sind jeweils um die Exzentrizität des Planeten gegeneinander versetzt. Um astronomische Beobachtungen, insbesondere die zeitweise rückwärtige Bewegung der Planeten mit diesem System in Einklang zu bringen, war es allerdings notwendig, alle Himmelskörper auf ihren Bahnen weitere Kreise (Epizykel) um diese Deferenten ziehen zu lassen – siehe Epizykeltheorie – und teilweise noch weitere Bewegungen um die primären Epizykel, oder die Linie der Zentren rotieren zu lassen (Mondtheorie und Merkurtheorie). Durch den Einsatz solcher (gegeneinander leicht geneigter) Bahnen konnte Ptolemäus sein Modell mit den damals noch freiäugigen Beobachtungen in Einklang bringen.
In der Sprache heutiger Mathematik könnte man Ptolemäus’ Berechnungsart als empirischen Vorläufer der Fourieranalyse bezeichnen, mit der die sekundären Perioden der Planetenbahnen (u. a. die Mittelpunktsgleichung) empirisch bestimmt wurden.
Das ptolemäische Weltbild war in der Genauigkeit seiner Bahnvorhersage dem heliozentrischen Weltbild des Nikolaus Kopernikus (16. Jh.) überlegen. Das ptolemäische System wurde um 1600 durch das ebenfalls noch geozentrische tychonische Weltsystem (benannt nach Tycho Brahe) abgelöst. Erst Keplers Entdeckung, dass die Planeten auf Ellipsen um die Sonne laufen, führte dann zu einem damals ausreichend genauen und unter Astronomen allgemein akzeptierten Modell des kopernikanischen Weltbildes. Ptolemäus’ Berechnungsmethoden waren äußerst präzise und in ihrer Grundidee als Berechnungsmethode auch richtig, nicht allerdings in ihrer philosophischen Deutung, dass sich alles um die Erde als Mittelpunkt drehe. Der Durchbruch und Erfolg der keplerschen Berechnungen lag weniger darin begründet, dass die Sonne und nicht mehr die Erde im Mittelpunkt der Bewegungen stand, sondern in der Tatsache, dass Kepler Ellipsenbahnen und keine Kreisbahnen mehr verwendete, was zu einer größeren Übereinstimmung mit den von Tycho Brahe tatsächlich gemessenen Planetendaten führte.

#### Kritik

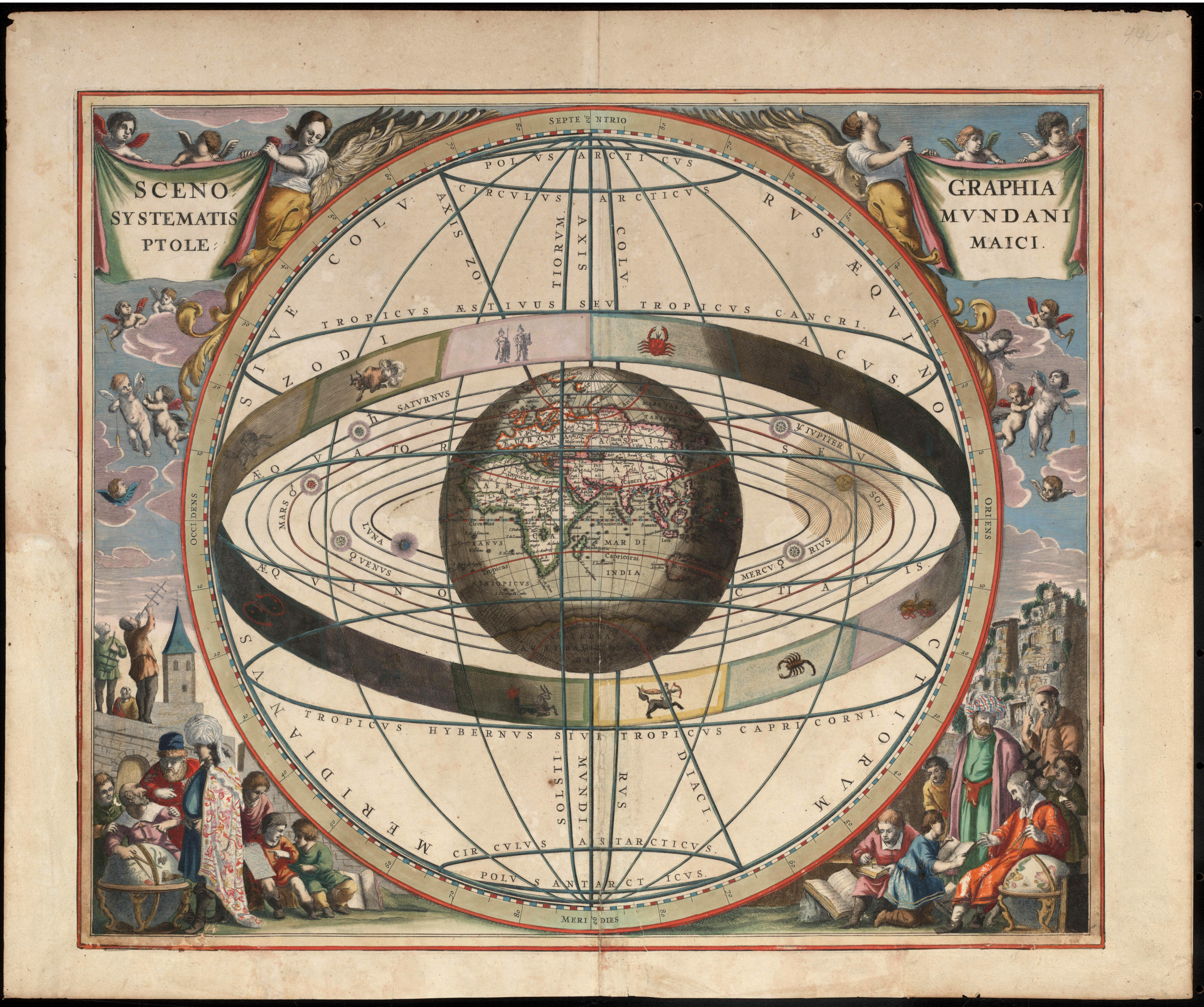
Darstellung des ptolemäischen Weltsystems 1661

In neuerer Zeit wurden die Leistungen des Ptolemäus jedoch sehr viel kritischer bewertet. Schon Tycho Brahe sprach um 1600 von „Betrug“. 1817 warf ihm der französische Astronom und Mathematiker Jean-Baptiste Joseph Delambre gefälschte und fingierte Beobachtungen, vorgefasste Meinungen, Lügen und Plagiat vor. Dies wurde 1977 und nochmals 1985 durch den US-amerikanischen Astronomen Robert Russell Newton in vollem Umfang wiederholt. So sollen laut Newton fast alle von Ptolemäus angeblich selbst gemachten Beobachtungen fiktiv oder von Hipparchos übernommen sein, dessen Längenangaben nur 2° 40', der Wert der aufgelaufenen Präzession, hinzugefügt wurden (korrekt wären 3° 40’ gewesen). Diesem vernichtenden Urteil über Ptolemäus hat sich B. L. van der Waerden in seinem 1988 erschienenen Buch Die Astronomie der Griechen angeschlossen.
Andererseits präsentierte bereits 1796 Pierre Simon Laplace eine simple Erklärung: Die Differenz von einem Bogengrad lasse sich durch einen gleich großen Fehler in der damaligen Theorie der Sonnenbewegung begründen. Bradley E. Schaefer kam 2002 zu dem Schluss, eine beträchtliche Anzahl der von Ptolemäus genannten Beobachtungsdaten habe dieser (bzw. seine Assistenten) selbst gewonnen. Er habe jedoch dann, wenn ältere Daten besser zu seinem Modell passten als seine eigenen, diese ohne ausdrückliche Quellenangabe übernommen. Diese Vorgehensweise war zu einer Zeit, in der man an wissenschaftliche Arbeiten noch nicht die heutigen Maßstäbe anlegte, üblich.

#### Weitere Werke
Ein weiteres astronomisches Werk des Ptolemäus sind seine „Planetenhypothesen“, in dem er die Ergebnisse des Almagest dazu benutzte, Aussagen über die Dimensionen des Universums im Großen zu treffen. So schätzte er aufgrund seines Modells die mittlere Distanz zur Sonne als 1.210 (tatsächlich: 23.480) und die Distanz zur Fixsternsphäre als 20.000 Erdradien. Gezeigt wird darin auch, wie ein anschauliches mechanisches Modell des Kosmos gebaut werden kann.
Eine weitere, vor allem für praktische Zwecke gedachte Sammlung sind seine „Handlichen Tabellen“. In der Phaseis (Aufgänge und Niedergänge der Sterne mit Wetterzeichen) stellte er zudem einen Sternkatalog basierend auf dem Lauf der Sterne übers ganze Jahr zusammen und erweiterte jenen von Hipparchos um etwa ein Viertel. Zur Anwendung der Mathematik auf astronomische Fragestellungen stammen von ihm die beiden Schriften Analemma und Planisphaerium. Astronomisch auch erwähnenswert ist die auf einer Stele erhaltene Kanobusinschrift.
Seinen chronologischen Angaben bezüglich astronomischer Aufzeichnungen ordnet Ptolemäus Daten des ägyptischen Kalenders zu. Um Mehrdeutigkeiten zu vermeiden, nennt er für nächtliche Ereignisse den ausgehenden und beginnenden altägyptischen Tag. Aufgrund jener präzisen Angaben sind die jeweiligen Vorkommnisse im julianischen Kalender exakt datierbar.

### Mathematik

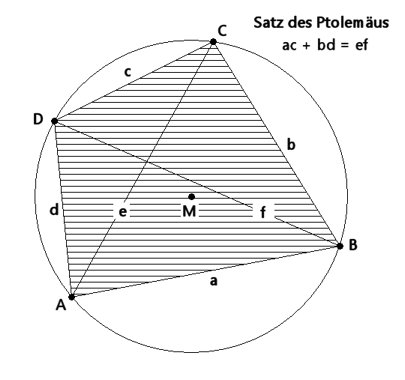
Satz des Ptolemäus

Einzig bekanntes eigenständiges mathematisches Werk ist die nur noch bei Proklos überlieferte Abhandlung über das Parallelenpostulat, in der er einen Beweis für das Parallelenaxiom von Euklid geben wollte, der aber mathematisch falsch ist. Andere mathematische Ausführungen wurden in die genannten primär anwendungsorientierten astronomischen Schriften eingearbeitet.
So stammt von ihm der Satz des Ptolemäus. Dieser mathematische Lehrsatz gilt für Sehnenvierecke, also Vierecke, zu denen ein Kreis durch alle vier Ecken konstruiert werden kann. Der Satz des Ptolemäus besagt, dass bei einem Sehnenviereck die Summe aus dem Produkt gegenüberliegender Seitenlängen das Produkt der beiden Diagonalen ergibt. Somit gilt
ac + bd = ef. Da auch symmetrische Trapeze einen Umkreis haben, erhält man für die symmetrischen Schenkel b = d und den Diagonalen e = f den Sonderfall ac + b2 = e2.
Der Satz gilt ferner auch für Rechtecke, die ebenfalls einen Umkreis haben. Hier gilt dann a = c, so dass der Satz des Ptolemäus den Satz des Pythagoras als Spezialfall enthält: a2 + b2 = e2. Wie auch der Satz des Pythagoras ist der Satz des Ptolemäus umkehrbar.

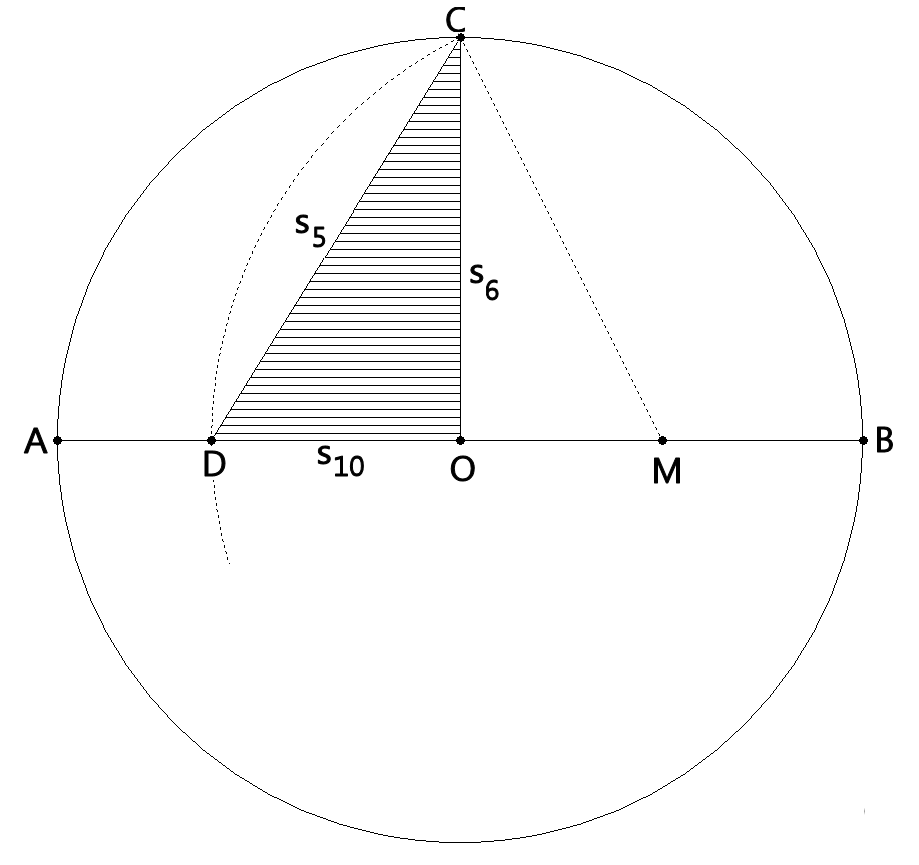
Konstruktion des regelmäßigen Fünfecks nach Ptolemäus

Im Almagest (I 10) findet sich folgende Konstruktion der Seitenlängen des regelmäßigen Fünf- bzw. Zehnecks:
Zum gegebenen Umkreis (Durchmesser [AB]) des gesuchten Fünf- oder Zehnecks wird der Radius [OB] halbiert (Mittelpunkt M) und der Kreis um M durch C gezeichnet. Der Schnittpunkt dieses Kreises mit dem Durchmesser [AB] ist der Punkt D. Dann ist {\displaystyle s_{10}} = OD die Seitenlänge des zugehörigen Zehnecks und {\displaystyle s_{5}} = CD die des zugehörigen Fünfecks. Außerdem ist {\displaystyle s_{6}} = r = OC die Seitenlänge des zugehörigen Sechsecks. Die Konstruktion beruht auf zwei Sätzen der Elemente des Euklid, nämlich XIII 10 ({\displaystyle s_{5}^{2}=s_{6}^{2}+s_{10}^{2}}) und XIII 9 ({\displaystyle (s_{6}+s_{10}):s_{6}=s_{6}:s_{10}}) sowie der Konstruktion II 11 (stetige Teilung).

Zur Sehnentafel des Ptolemäus

Für seine astronomischen Berechnungen im Almagest verwendet Ptolemäus die heute nicht mehr gebräuchliche Winkelfunktion Chord: {\displaystyle \operatorname {chord} (\alpha )} ist die Länge der Sehne zum Mittelpunktswinkel {\displaystyle \alpha } im Einheitskreis. In Kapitel I.11 ist diese Funktion für den Bereich {\displaystyle \alpha ={\tfrac {1}{2}}^{\circ }} bis {\displaystyle 180^{\circ }} mit Schrittweite {\displaystyle {\tfrac {1}{2}}^{\circ }} tabelliert. Solche Sehnentafeln dienten denselben Zwecken wie Sinus-Tabellen, da gilt:
{\displaystyle \operatorname {chord} (\alpha )=2\sin({\tfrac {\alpha }{2}}).}
Als Beispiel für die erreichte Genauigkeit soll die Angabe aus dem Almagest dienen:
{\displaystyle \operatorname {chord} (1^{\circ })=1^{p}2'50''.}
Im Sechzigersystem bedeutet dies
{\displaystyle \operatorname {chord} (1^{\circ })={\frac {1}{60}}+{\frac {2}{60^{2}}}+{\frac {50}{60^{3}}}=0{,}017453702.}
Damit wird etwa eine 5-stellige Genauigkeit erreicht, wie der Vergleich zeigt:
{\displaystyle 2\sin(0{,}5^{\circ })=0{,}017453071.}
In der Abbildung gilt:
{\displaystyle \operatorname {chord} (\alpha )={\overline {BC}}} und {\displaystyle \operatorname {chord} ({\tfrac {\alpha }{2}})={\overline {BD}}.}
Im Einheitskreis hat der Satz des Pythagoras dann die Form:
{\displaystyle \operatorname {chord} (\alpha )^{2}+\operatorname {chord} (180^{\circ }-\alpha )^{2}=2^{2}.}

### Geographie

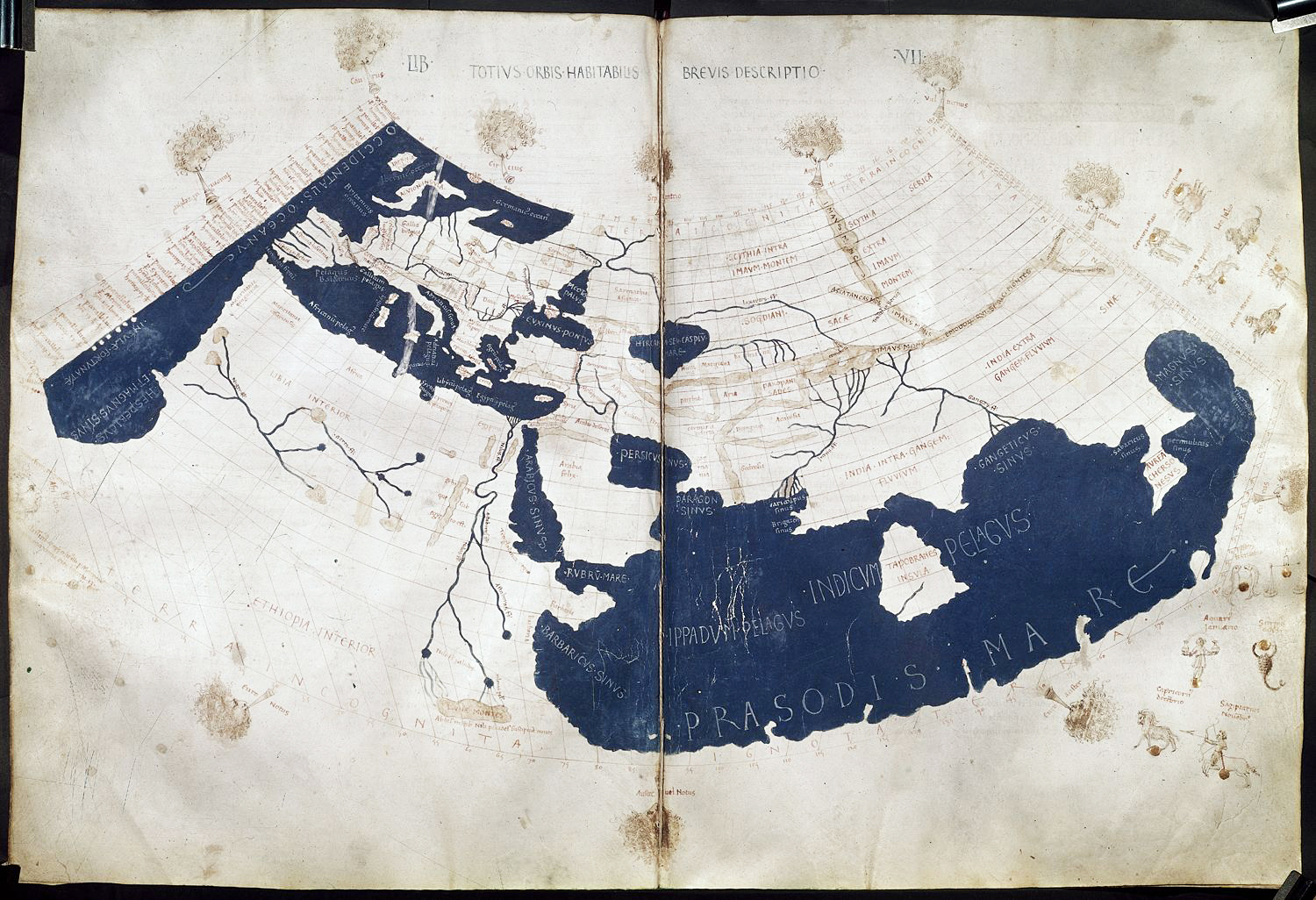
Ptolemäus’ Sicht der Erde in einer Darstellung aus dem 15. Jahrhundert

Neben dem zusammenfassenden Kanon bedeutender Städte verfasste Ptolemäus die Geographia (Geographike Hyphegesis, Explicatio geographica, „geografische Anleitung“), in der er die bekannte Welt und ihre Bewohner aufzeichnete.

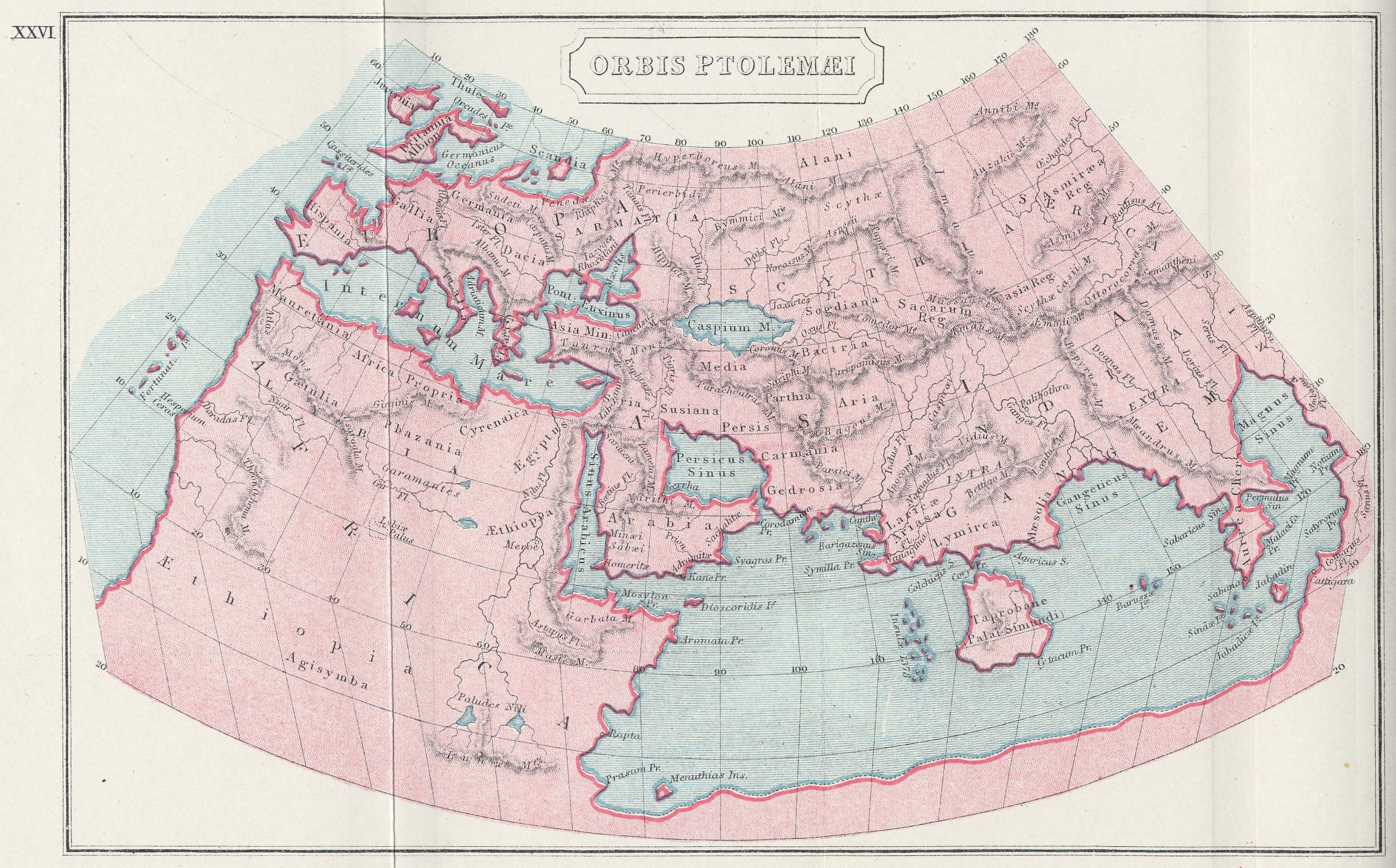
Moderne Darstellung zu Beginn des 20. Jahrhunderts

Als Referenz für die Längengrade (±180°) definierte er den bis in das 19. Jahrhundert verwendeten Meridian durch die von ihm so genannten „makaron nesoi“ (lateinisch: „insulae fortunatae“), die heutigen Kanarischen Inseln (Ferro-Meridian). Seine Definition der Breitengrade ist bis heute gültig (Äquator 0°, Pole ±90°). Außerdem legt er darin seine Hypothese vom unbekannten Südkontinent Terra Australis dar. Ptolemäus war wie früher schon Aristoteles bekannt, dass die Erde eine Kugel ist; er stellte zu deren Darstellung in einer Blattebene mehrere geeignete Projektionen vor. Er nahm auch verschiedene Verbesserungen am früheren Werk des Marinos von Tyros vor. Allerdings nutzte er Informationen aus zweiter Hand oder Legenden, so dass seine Darstellungen, insbesondere der behandelten Völker, oft ungenau oder sogar irreführend sind. Er befasste sich auch mit den Berechnungen des Erdumfangs von Eratosthenes (41.750 km) und Poseidonios (35.500 km). Dabei übernahm er die falschen Ergebnisse des Letzteren, die dann in die allgemein bekannte Literatur übergingen und bis zu Christoph Kolumbus auf einen zu geringen Erdumfang von ca. 17.000 Seemeilen (30.000 km) schließen ließen.
Ptolemäus überlieferte lediglich schriftliche Anleitungen und Tabellen zur Erstellung von Karten, zeichnete selbst aber nur wenige grobe Skizzen. Unter den Reproduktionsmöglichkeiten seiner Zeit war die Erstellung einer Karte in Form einer Liste von Geodaten in Verbindung mit knappen Erklärungen eine sehr sinnvolle Form der Veröffentlichung; die Renderer für diese Daten waren statt heutiger Computerprogramme lese- und zeichenkundige Menschen. Vergleiche von Ptolemäus’ Geodaten mit den realen hinsichtlich der Lagebeziehungen in zahlreichen Paaren genau definierter Orte haben ergeben, dass ihm bei der Auswertung der von ihm verwendeten Informationen oft Verwechslungen unterlaufen sind.
Später wurden in seinem Namen Geographien geschrieben und im Laufe der Jahrhunderte durch zahlreiche Karten ergänzt. So gab der Kartograf Gerhard Mercator seine Tabulae Geographicae als Kompilation der Karten Ptolemäus’ heraus. Das Werk erlebte sechs Auflagen.
In der Geschichtsschreibung, vorwiegend zu Südwestdeutschland, ist er durch die Erwähnung der Helvetier-Einöde im Rahmen der Ankunft der Römer nach den Augusteischen Alpenfeldzügen Ende des  1. Jahrhunderts v. Chr. bekannt.

### Musiktheorie
Ptolemäus schrieb auch die aus drei Büchern bestehende „Harmonik“, das wichtigste erhaltene musiktheoretische Werk der Antike nach Aristoxenos und Euklid. Er versuchte – wie wahrscheinlich schon Eratosthenes – einen Kompromiss zwischen Aristoxenos und den Pythagoreern, an dem sich später auch Boethius orientierte. Rechnerisch vertrat er die Position von Euklid, ideell und terminologisch aber die auf der musikalischen Wahrnehmung aufgebaute Lehre des Aristoxenos. Er überlieferte in seiner Harmonik viele Details älterer antiker Musiktheoretiker, etwa die Tetrachorde (Tongeschlechter) von Archytas, Eratosthenes und Didymos, die ansonsten verloren wären.

### Optik und Erkenntnistheorie
Sein Werk Optik befasst sich mit den Eigenschaften des Lichtes. Er behandelt experimentell und mathematisch unter anderem die Reflexion, Brechung und Farben. Daneben werden optische Täuschungen erwähnt. In der philosophischen Abhandlung peri kriteriou kai hegemonikou (lat. de iudicandi facultate et animi principatu, „Von der Urteilskraft und dem Verstand“) vertritt er eine Mischung aus neuplatonischen und stoischen Anschauungen.
Daneben verfasste er auch das zweiteilige Werk Kriterion zur Erkenntnistheorie, nach dem für das Erkennen von Wahrheit allein die Vernunft genügt. Dabei geht er auch auf das Denken von Tieren ein und bestimmt das sogenannte Hegemonikon, das Funktionszentrum des Körpers, einerseits zum „Leben“ im Herzen und andererseits zum Fällen ethischer Entscheide d. h. zum „Gut Leben“ im Gehirn.

### Astrologie
Darüber hinaus verfasste Ptolemäus das viele Jahrhunderte vorbildlich wirkende vierbändige astrologische Grundlagenwerk Tetrabiblos („vier Bücher“; griechisch Ἀποτελεσματικά Apotelesmatika lautete vielleicht der von Ptolemäus selbst gegebene Titel des Werkes), das auf seinen astronomischen Schriften basiert und die Grundlagen der Astrologie und die Auswirkungen der Himmelskörper auf die irdische Sphäre und Materie sowie den Menschen darstellt.

## Namensgeber
Der Mondkrater Ptolemaeus wurde 1935 nach ihm benannt, 1962 der Mount Ptolemy in der Antarktis, ebenso der Ptolemäus-See in Nubien.

## Textausgaben

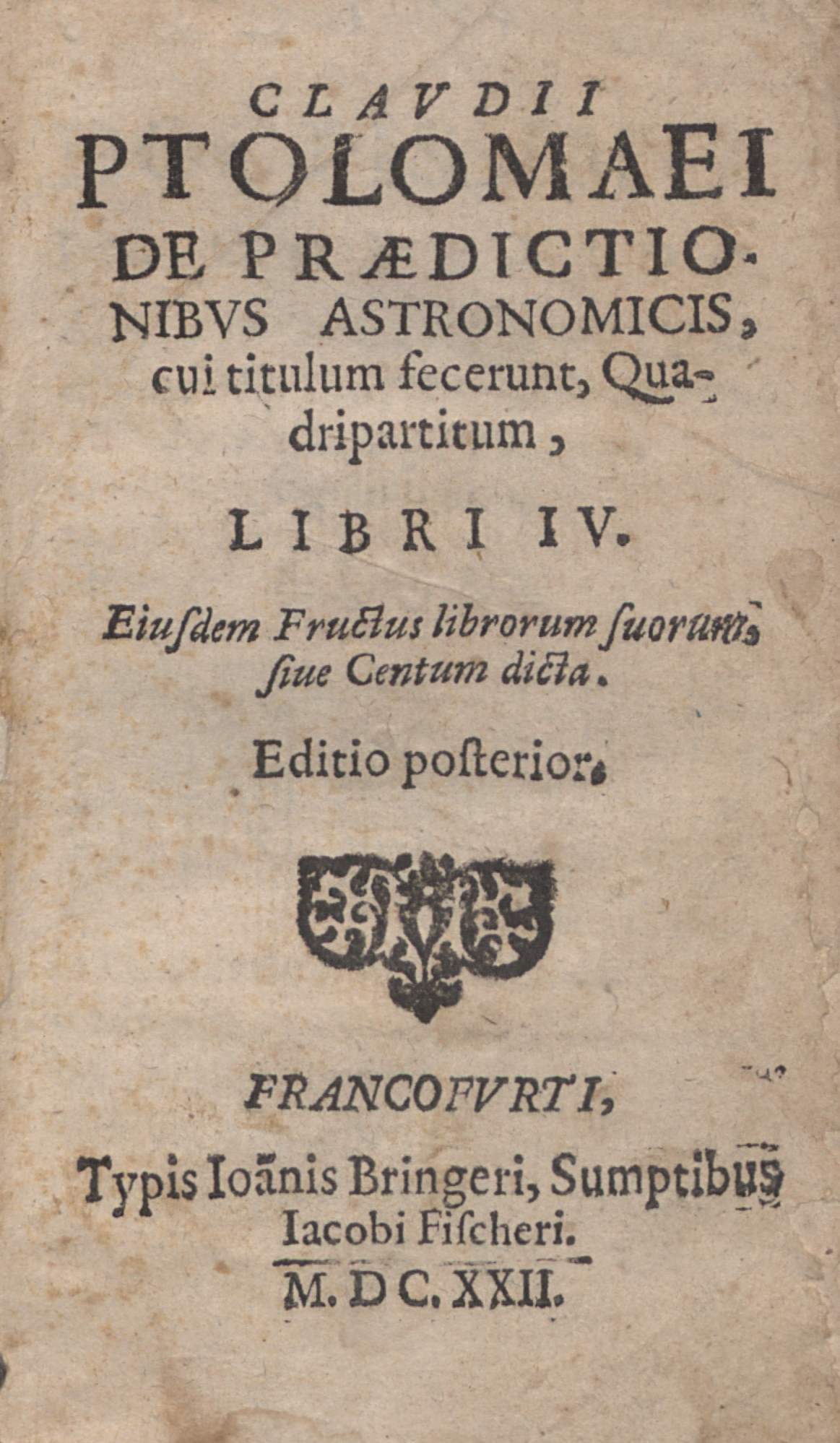
Quadripartitum, 1622

- Johan Ludvig Heiberg (Hrsg.): Claudii Ptolemaei opera quae exstant omnia. Teubner, Leipzig, Band I (Syntaxis, also Almagest) in zwei Bänden 1898, 1903, Band II (Opera astronomica minora), 1907. Der Teil III, 1 (Tetrabiblos) wurde von Franz Boll, Emilie Boer herausgegeben und erschien 1954 (und 1998 bearbeitet von Wolfgang Hübner), Teil III, 2 (Fragmente, zweifelhafte Werke) wurde 1952, 1961 von Friedrich Lammert herausgegeben.
- M. Erich Winkel: Tetrabiblos. 2 Bände. Berlin-Pankow 1923. Nachdruck: Tetrabiblos. Nach der von Philipp Melanchthon besorgten seltenen Ausgabe aus dem Jahre 1553. 3. Auflage. Chiron, Tübingen 2012, ISBN 978-3-925100-17-8.
- Frank E. Robbins (Hrsg.): Ptolemy Tetrabiblos (= Loeb Classical Library. Band 435). Harvard University Press, Cambridge/London 1940 (Erstausgabe); Nachdrucke (u. a.) 1998, ISBN 0-674-99479-5 (griechisch/englisch).
- Ingemar Düring: Die Harmonielehre des Klaudios Ptolemaios. Elander, Göteborg 1930; Nachdruck Olms, Hildesheim 1982, ISBN 3-487-07263-7.
- Jon Solomon (Hrsg.): Ptolemy Harmonics. Translation and commentary (= Mnemosyne, bibliotheca classica Batava. Supplementum. Band 308). Brill, Leiden (u. a.) 2000, ISBN 90-04-11591-9 (englisch).
- A. M. Smith (Hrsg.): Ptolemy’s theory of visual perception. An English translation of the Optics with introduction and commentary (= Transactions of the American Philosophical Society held at Philadelphia for promoting useful knowledge. Band 86, Teil 2). American Philosophical Society, Philadelphia 1996, ISBN 0-87169-862-5 (englisch).
- Albert Lejeune (Hrsg.): L’optique de Claude Ptolémée dans la version latin d'apres l'arabe de l'émir Eugène de Sicile. Löwen 1956 und Brill, Leiden (u. a.) 1989, ISBN 90-04-09126-2 (lateinisch/französisch).

Für die Ausgaben des Almagest und Geographike Hyphegesis und Literatur dazu siehe dort.

### Übersichtsdarstellungen in Handbüchern
- Jacqueline Feke, George Saliba: Ptolémée d’Alexandrie (Claude). In: Richard Goulet (Hrsg.): Dictionnaire des philosophes antiques. Band 5, Teil 2 (= V b), CNRS Éditions, Paris 2012, ISBN 978-2-271-07399-0, S. 1718–1735.
- Wolfgang Hübner: Klaudios Ptolemaios. In: Christoph Riedweg u. a. (Hrsg.): Philosophie der Kaiserzeit und der Spätantike (= Grundriss der Geschichte der Philosophie. Die Philosophie der Antike. Band 5/1). Schwabe, Basel 2018, ISBN 978-3-7965-3698-4, S. 493–512, 528–536.
- Erich Polaschek: Klaudios Ptolemaios als Geograph. In: Paulys Realencyclopädie der classischen Altertumswissenschaft (RE). Supplementband X, Stuttgart 1965, Sp. 680–833.
- Gerald J. Toomer: Ptolemy (or Claudius Ptolemeus). In: Charles Coulston Gillispie (Hrsg.): Dictionary of Scientific Biography. Band 11: A. Pitcairn – B. Rush. Charles Scribner’s Sons, New York 1975, S. 186–206 (englisch).
- Konrat Ziegler u. a.: Klaudios Ptolemaios. In: Paulys Realencyclopädie der classischen Altertumswissenschaft (RE). Band XXIII,2, Stuttgart 1959, Sp. 1788–1859.

### Untersuchungen
- Franz Boll: Studien über Claudius Ptolemaeus. Ein Beitrag zur Geschichte der griechischen Philosophie und Astrologie. In: Neue Jahrbücher für Philologie und Pädagogik. Supplementband 21,2. Teubner, Leipzig 1894, S. 49–244.
- Alexander Jones (Hrsg.): Ptolemy in perspective: use and criticism of his work from antiquity to the nineteenth century. Springer, Dordrecht u. a. 2010.
- Klaus Geus: Ptolemaios – Reaktionär, Theoretiker, Plagiator? In: Thomas Beck u. a. (Hrsg.): Barrieren und Zugänge. Die Geschichte der europäischen Expansion. Festschrift für Eberhard Schmitt zum 65. Geburtstag. Harrassowitz, Wiesbaden 2004, ISBN 3-447-04848-4, S. 36–50.
- Gerd Graßhoff: The history of Ptolemy’s star catalogue. Springer, New York u. a. 1990, ISBN 0-387-97181-5.
- Paul Hullmeine: Ptolemy’s cosmology in Greek and Arabic. The background and legacy of the Planetary Hypotheses. (Ptolemaeus Arabus et Latinus – texts, 4). Brepols, Turnhout 2024, ISBN 978-2-503-60717-7.
- Wilfried Neumaier: Was ist ein Tonsystem? Eine historisch-systematische Theorie der abendländischen Tonsysteme, gegründet auf die antiken Theoretiker, Aristoxenos, Eukleides und Ptolemaios, dargestellt mit Mitteln der modernen Algebra. Lang, Frankfurt am Main u. a. 1986, ISBN 3-8204-9492-8.
- Ingemar Düring: Ptolemaios und Porphyrios über die Musik. Göteborg 1934, Nachdruck Olms, Hildesheim 1987, ISBN 3-487-07932-1.

### Texte

#### Almagest
- Almagest Bücher 1-6 – griechischer Text mit lateinischer Einleitung im Internet Archive
- Almagest Bücher 1-13 – griechischer Text (Ausgabe von Heiberg, PDF)
- Almagest – Digitalisat einer Ausgabe von 1515 (Universität Wien, lateinische Übersetzung, mehrere Auflösungen, PDF)
- Johannes Regiomontanus, Georg von Peuerbach, Claudius Ptolemaeus: Ioannis De Monte Regio Et Georgii Purbachii Epitome, In Cl. Ptolemaei Magnam compositionem. Basileae 1543, Digitalisat der Sächsischen Landesbibliothek

#### Geographike
- Claudii Ptolemaei Geographia (Hrsg.): 1843, tom. I (Bücher 1–4); 1845, tom. II (Bücher 5–8); 1845, tom. III (Register) – griechischer Text der Tauchnitz-Ausgabe (Google Books)
- Geographike – analytischer Auszug mehrerer Kapitel der Bücher 2–5 auf der Website LacusCurtius von William P. Thayer (Universität Chicago), Germania Magna und andere griechisch/lateinisch/englisch, weitere nur englisch (Übersetzung durch Edward Luther Stevenson[12] (New York, 1932) – Diskrepanz zwischen antiker und Stevenson’s Kapitelnummerierung)
- Claudii Ptolemaei Alexandrini liber geographiae cum tabulis et universali figura et cum additione locorum quae a recentioribus reperta sunt diligenti cura emendatus et impressus – lateinische Übersetzung (Venedig 1511, Digitalisat der University of Alabama, URL des Buches nicht mehr aktuell)
- Ptolemaeus, Claudius; Nicolaus Germanus (Hrsg.); Jacobus Angelus de Scarperia (Übers.): Cosmographia, Ulm, 16.VII.1482 (Universitätsbibliothek Freiburg i. Br., Ink. 2.D 3110,b), lateinische Übersetzung als fotografisches Digitalisat, initial digitale Navigation zu den einzelnen Bänden. Die Seiten sind nicht nummeriert. Im Folgenden Links zu den Anfängen einzelner Abschnitte. Die Kenntnis ihrer Reihenfolge kann auch für die Navigation in anderen Digitalisaten nützlich sein:
  - Liber II, Einleitung und Hibernia (Irland)
  - Albion – Insula britannica
  - Hispania – Iberia in drei Teilen
  - Celtogallia in vier Teilen
  - Magna Germania
  - römische Provinzen entlang der Donau
  - Liber III, beginnend mit Italia
  - Sarmatia (Osteuropa)
  - Thracia
  - Dacia
  - Mysia (Kleinasien)
- Karl Müller (1883): Klaudiou Ptolemaiou Geographike hyphegesis = Claudii Ptolemæi Geographia (Internet Archive), Ptolemaios griechisch und lateinisch, dazu umfangreiche lateinische Kommentare
  - Keph: IA Germanías Mégalēs thísis (Europe pinax d) Cap. XI Germania Magna (Europæ tabula quarta) ab S. 247, beginnend mit Flüssen
- Geographike Buch 8 – griechischer Text von Aubrey Diller (PDF)

#### Tetrabiblos
- Tetrabiblos auf LacusCurtius (englische Übersetzung von Frank Egleston Robbins, Loeb Classical Library)
- Tetrabiblos vollständige englische Übersetzung von J.M. Ashmand (1822)
- Claudius Ptolemaeus: Ptolemaei libri IV mathematicae translatione Wintomiensis Ebdelmessiae – Mscr.Dresd.Db.87. [S.l.] 1450, Digitalisat der Sächsischen Landesbibliothek